# Вушмгір
Захір аль-Даула Абу Мансур Вушмгір (Дешмангір) (перс. ظهیرالدوله وشمگیر; помер у грудні 967) — емір держави Зіяридів. Ім'я перекладається як «Той, хто хапає перепілку». Ймовірно його отримав вже дитиною, але ім'я при народженні невідоме.
Належав до гілянцького роду, що сповідував зороастризм. Ймовірно народився у Дахелі близько 890 року. Старший син аристократа Зіяра з дейлемітів та доньки Тірдада і сестри Харусіндана з клану Шаханшахванд, шахів Гіляну. За іншою версією його мати належала до династії Падуспанідів. Виховувався у перському і гілянському дусі.
Десь у 920-х роках разом зі старшим братом Мердавіджем перебував на службі у Асфара ібн Шируї, з 930 року бився проти Макана ібн Какі в табаристані і Горгані. Брав участь у походах на південь, відзначився при захопленні Ісфагану. Тоді ж призначається намісником Амола і усього Горгану.

Межі територій, над якими правив Вушмгір. Темніші ділянки включають території, якими він правив протягом тривалішого періоду часу, тоді як світліші ділянки включають території, якими він правив протягом коротшого періоду часу

935 року після загибелі Мердавіджа держава Зіяридів розпалася: Ісфаган захопив Алі ібн Буя, Гамадан — аббасидські війська, Табаристан — Макан ібн Какі, що вдерся з Дейлему. Також почав наступ на Горган Наср II Самані. Останній уклав союз з Алі ібн Буєю. За цих умов зберіг за собою Табаристан, перемігши Шахріяра II, іспахбада держави Бавандів. 936 року Вишмгір передав Горган Макану ібн Какі, що відвоював Табаристан. Також змушений був визнати зверхність Насра II. 
Отаборився у м.Рей. 938 року, отримавши допомогу від Саманідів, відвоював Ісфаган у Буїдів. 939 року надав допомогу Макану ібн Какі, що повстав проти Саманідів, але Абу Алі ібн Мухтадж захопив Горган, а 940 року Вушмгір і Макан у битві біля Ісхабаду зазнали ніщивної поразки, де ібн Какі загинув. Незабаром у Табаристані повстав аль-Хасан ібн Фірузан, намісник Сарі і двоюрідний брат Макана ібн Какі. Проте Вушмгір здобув перемогу. Але невдовзі стикнувся з вторгненням до табаристану саманідського війська. Це змусило еміра підтвердити васальну залежність від Насра II. Цими подіями скористався Рукн ад-Даула ібн Буя, що відвоював Ісфаган. Невдовзі Вушмгір втратив Рей на користь Буїдів. У Табаристані владу захопив алль-Хасан ібн Фірузан.
Після поверненням саманідського війська до Хорасану намагався відновити владу в Горгані. 943 року відвоював Рей, але невдовзі зазнав поразки від аль-Хасана ібн Фірузана, втративши Горган. Вимушен був тікати до швагера Шахріяра II, разом з яким боровся проти Буїдів. 944 року після нової поразки втік до двору саманідського володаря Нуха I. 945 року скористався повстанням у Табаристані проти аль-Хасана рушив до Горгана, який швидко відвоював за допомогою 30-тисячного саманідського війська. За цим переможно переслідував альХасана, завдавши поразки Падуспанідів. Але в цей час зазнав атаки з боку Рукн ад-Даули, що захопив Табаристан і Горган.
Протягом 946—947 років велася запекла війна проти Рукн ад-Діна, але Вушмгір не досяг успіху, відступивши до Хорасану. 949 року почав нову війну, яка тривала до 955 року. Зрештою було домовлено, що Вишмгір отримує Горган і Табаристан. Але 958 року відвоював у Рукн ад-даули місто Рей, але не зміг там закріпитися. У відповідь Буїди 960 року відвоювавли Горган і Табаристан. У 962 і 966 року відбулися ще нетривалі війни між Вушмгіром і Рукн ад-Даулою, але Горган і Табаристан залишилися за Зіяридами.
У 967 році очолив новий похід на Рей, де панував Рукн ад-Даула. Очолив об'єднане військо, що включало військо еміра Мансура I, правителя Саманідської держави, і військо аль-Хасана ібн Фірузана, правителя Сімнану. У грудні загинув на полюванні від кабана. Владу перебрав його син Бісутун.